# Musée du jouet de Catalogne
 (avril 2022).
Pour les articles homonymes, voir Musée du jouet.
Le musée du jouet de Catalogne de Figueres en Espagne, se trouve à la Casa Terradas, construite en 1767. Présente la collection de  Josep Maria Joan i Rosa, qui comprend 10 000 pièces. 5 000 d'entre elles sont exposées au public. Il a reçu, entre autres, le Prix National de Culture Populaire en 1999 et la Creu de Sant Jordi en 2007.

## Le musée
Le Musée du Jouet de Catalogne propose un voyage à travers l'histoire du jouet industriel en Catalogne. Les jouets de votre enfance, et ceux des générations précédentes : théâtres de marionnettes, chevaux en carton, cuisines, balles, poupées, toupies, jouets en étain avec une corde, avions, voitures, trains, tricycles, jeux de construction, ours en peluche, jeux de l'oie, cirques, marionnettes, robots, et de nombreux autres apportant des moments passionnants et imaginatifs de jeux d'enfants.
Il fut inauguré en 1982 et parmi les 4 000 pièces exposées d'une collection de plus de 15 000 jouets et jeux, vous pourrez en découvrir certains ayant appartenu à des personnalités comme Joan Brossa, Quim Monzó, Ernest Lluch, Salvador Puig Antich, Terenci Moix, etc. Vous pouvez également visiter un espace consacré aux vingt premières années de Salvador Dalí avec ses jouets, ses cartes postales en mouvement et les photographies de son l'album de famille. La visite est accompagnée par la musique de Pascal Comelade et d'Erik Satie.